# Alfons Hecher
Alfons Hecher (* 16. Oktober 1943 in Giggenhausen, Bayern) ist ein ehemaliger deutscher Ringer.

## Werdegang
Alfons Hecher begann als Jugendlicher in Hallbergmoos, einem Ort ca. 30 km nördlich von München, wohin sich nach 1945 von München der Ringerschwerpunkt verlagert hatte, zusammen mit seinem drei Jahre jüngeren Bruder Lorenz mit dem Ringen. Auf regionaler Ebene erzielte er bald schöne Erfolge, konnte aber als Jugendlicher bzw. Junior noch keine nationalen Titel erringen. Bei deutschen Meisterschaften machte er erst als Erwachsener 1965 auf sich aufmerksam, als er in Frankfurt am Main deutscher Vizemeister im Halbschwergewicht, griechisch-römischer Stil, wurde. Er rang in beiden Stilarten und wurde auch in beiden Stilarten deutscher Meister. Bei internationalen Meisterschaften bevorzugte er den freien Stil. Seinen größten Erfolg errang er aber im griechisch-römischen Stil, als er bei den Europameisterschaften 1969 in Modena dritter Sieger wurde. Alfons Hecher wechselte später von SV Siegfried Hallbergmoos zum ASV Bauknecht Schorndorf und kehrte nach einigen Jahren in seine oberbayerische Heimat zurück, rang dann aber für SpVgg Freising. Auch mit über 60 Jahren war Alfons Hecher noch als Trainer aktiv und gab sein ringerisches Wissen und seine Erfahrung weiter.
Alfons Hecher hat den Beruf eines Maschinenschlossers erlernt.

## Internationale Erfolge
(OS = Olympische Spiele, WM = Weltmeisterschaften, EM = Europameisterschaften, F = Freistil, GR = griechisch-römischer Stil, HS = Halbschwergewicht, damals bis 97 kg Körpergewicht, S = Schwergewicht, damals bis 100 kg Körpergewicht, SS = Superschwergewicht, damals über 100 kg Körpergewicht)
| Jahr | Platz | Wettbewerb                  | Stil | Gew.-Kl. | |
| 1967 | 3.    | Intern. Turnier in Bukarest | GR   | S        | hinter Per Svensson, Schweden und Niculae Martinescu, Rumänien, vor Florea Chitu und Clemens Bordaianu, beide Rumänien                                                            |
| 1969 | 3.    | EM in Modena                | GR   | S        | mit Siegen über Bruno Jutzeler, Schweiz, Francesco Filipponi, Italien, einem Unentschieden gegen Weltmeister Per Svensson, Schweden, und einer Niederlage gegen Gürbüz Lü, Türkei |
| 1970 | 7.    | EM in Berlin-Ost            | F    | S        | mit Sieg über Alfred Menzi, Schweiz, und Niederlagen gegen Vasil Todorow, Bulgarien, und Ahmet Ayık, Türkei                                                                       |
| 1971 | 6.    | WM in Sofia                 | F    | S        | mit Siegen über Robert Zingg, Schweiz, und Daniel Vernik, Argentinien, und Niederlagen gegen Giyasettin Yilmaz, Türkei, und Schota Lomidse, UdSSR                                 |
| 1972 | 3.    | Interm. Turnier in Växjö    | F    | S        | hinter Gerd Bachmann, DDR und Karel Engel, CSSR |
| 1972 | 10.   | EM in Kattowitz             | F    | S        | nach Niederlagen gegen Enache Panait, Rumänien, und Gerd Bachmann, DDR |
| 1972 | 10.   | OS in München               | F    | S        | mit Sieg über Henk Schenk, USA, und Niederlagen gegen Hollogin Baianmunkh, Mongolei, und József Csatári, Ungarn                                                                   |
| 1973 | 2.    | Intern. Turnier in Klippan  | GR   | S        | hinter Nikolai Balboschin, vor Ignatow, beide UdSSR |

## Deutsche Meisterschaften
im griechisch-römischen Stil:
| Jahr | Platz | Gew.-Kl. |                                                                        |
| 1965 | 2.    | HS       | hinter Heinz Kiehl, Oggersheim, und vor Günther Triebel, Frankfurt     |
| 1967 | 2.    | HS       | hinter Kiehl und vor Karl Strütt, Daxlanden                            |
| 1968 | 2.    | HS       | hinter Kiehl und vor Djordje Lukac, Neu-Isenburg                       |
| 1969 | 1.    | S        | vor Karl-Heinz Gerdsmeier, Aschaffenburg, und Heinz Eichelbaum, Witten |
| 1970 | 2.    | S        | hinter Kiehl und vor Eichelbaum                                        |
| 1971 | 2.    | S        | hinter Lorenz Hecher, Hallbergmoos, und vor Eichelbaum                 |
| 1975 | 3.    | SS       | hinter Lorenz Hecher und Richard Wolff, Bad Reichenhall                |

im freien Stil:
| Jahr | Platz | Gew.-Kl. |                                                             |
| 1966 | 3.    | HS       | hinter Kiehl und Horst Schwarz, Stuttgart-Untertürkheim     |
| 1967 | 2.    | HS       | hinter Kiehl und vor Dieter Rast, Berlin                    |
| 1968 | 2.    | HS       | hinter Lukac und vor Kiehl                                  |
| 1969 | 1.    | S        | vor Reinhard Bock, Schorndorf, und Rast                     |
| 1970 | 1.    | S        | vor Kiehl und Rast                                          |
| 1971 | 1.    | S        | vor Andreas Meyndt, Freiburg, und Wolfgang Gentzen, Efferen |
| 1972 | 1.    | S        | vor Georg Vorbuchner, Bad Reichenhall, und Werner Ganda     |
| 1974 | 1.    | SS       | vor Eichelbaum und Gerd Volz, Ludwigshafen am Rhein         |
| 1975 | 2.    | SS       | hinter Eichelbaum und vor Helmut Löw, Nürnberg              |
| 1979 | 3.    | SS       | hinter Wolff und Gentzen                                    |